# Nguyễn Khắc Chính
Nguyễn Khắc Chính (16 tháng 2 năm 1924 – 24 tháng 9 năm 2016) là luật sư, nhà văn và nhân vật chống cộng người Việt Nam, trở thành tù nhân chính trị tại Việt Nam kể từ lúc Sài Gòn thất thủ. Sau khi được trả tự do vào năm 1992, ông sang Mỹ sống lưu vong cho tới cuối đời.

## Tiểu sử

### Thân thế và học vấn
Nguyễn Khắc Chính chào đời tại tỉnh Quảng Nam, Trung Kỳ, Liên bang Đông Dương vào ngày 16 tháng 2 năm 1924. Ông tốt nghiệp Trường Luật Sorbonne ở Paris, Pháp.
Bản thân theo đuổi sự nghiệp văn chương, ông viết nhiều tác phẩm bằng cả tiếng Việt và tiếng Pháp, trong đó có 20 tiểu thuyết, 2 vở kịch và nhiều bài thơ. Năm 1966, ông được tuyên bố là người đoạt giải Văn học Thế giới cho truyện ngắn viết bằng tiếng Pháp.
Dưới thời Việt Nam Cộng hòa, ông làm luật sư cho Tòa Phúc thẩm Tối cao ở Sài Gòn.

### Hoạt động chính trị và tù đày
Nguyễn Khắc Chính từng là thành viên Việt Nam Quốc dân Đảng. Là một người nhiệt thành chống cộng, ông đã chọn ở lại trong thời điểm Sài Gòn thất thủ vào ngày 30 tháng 4 năm 1975, và tự gầy dựng Lực lượng Dân quân Phục quốc Việt Nam. Năm 1975, ông đóng vai trò là Cố vấn Tư pháp cho vụ nổi dậy Nhà thờ Thánh Vinh Sơn ở Sài Gòn. Biến cố này khiến ông bị chính quyền Cộng sản Việt Nam bắt giữ vào ngày 27 tháng 12 và nhận bản án chung thân. Trong thời gian bị giam cầm, ông được cho là đã bị công an tra tấn và biệt giam suốt nhiều năm liền. Khi được hỏi làm thế nào mà ông có thể sống sót trong tù lâu như vậy, Nguyễn cho biết "Tôi đã sáng tác nhạc và làm thơ rồi cất giữ ở đây [chỉ vào đầu mình]".
Dưới áp lực chính trị của Bộ Ngoại giao Hoa Kỳ, Chính phủ Pháp và Tổ chức Văn bút Quốc tế, Chính phủ Việt Nam đành trả tự do cho ông sau mười bảy năm ngồi tù. Ông được tị nạn chính trị và đoàn tụ với gia đình tại Sân bay Quốc tế Dulles vào ngày 3 tháng 3 năm 1992, trước khi sống cùng họ ở Maryland.

### Sống đời lưu vong
Năm 1996, ông gia nhập tổ chức chống cộng lưu vong mang tên Chính phủ Lâm thời Việt Nam Tự do, và giữ chức Bộ trưởng Bộ Thông tin của tổ chức này.
Ngày 15 tháng 8 năm 1997, ông đứng ra thành lập Đảng Liên minh Việt Nam Tự do và tháng 6 năm 2002, ông được bầu làm Chủ tịch Hội đồng Dân tộc Việt Nam.
Về sau Nguyễn Khắc Chính sang sinh sống tại Silver Spring, Maryland. Sau đó, ông được chẩn đoán mắc bệnh đa u tủy, bệnh đã giai đoạn cuối vào năm 2015. Ông qua đời vào ngày 24 tháng 9 năm 2016, hưởng thọ 92 tuổi.